# Igor Kovalenko
Pour les articles homonymes, voir Kovalenko.
Igor Viktorovitch Kovalenko est un joueur d'échecs ukrainien puis letton né le 29 décembre 1988 à Novomoskovsk en Ukraine. Grand maître international depuis 2011, il a remporté le championnat de Lettonie en 2013 et 2014.
Au 1er décembre 2015, Kovalenko est le no 1 letton et le 61e joueur mondial avec un classement Elo de 2 680.

## Palmarès
Dans les tournois, Kovalenko a gagné le mémorial Polougaïevski à Samara en 2013, le mémorial Paul Keres à Tallinn en 2014 et les opens internationaux de Zalakaros (mémorial Gyula Sax, championnat open de Hongrie),  Çeşme et Liepāja en 2014. En mai 2015, il conserve son titre à l'open international de Zalakaros (championnat open de Hongrie). En juillet 2015, il remporte le mémorial Najdorf à Varsovie avec une marque de huit points sur neuf (+7 =2) et réalise une performance de 2 902 Elo. Il devance de un point Ivan Cheparinov.

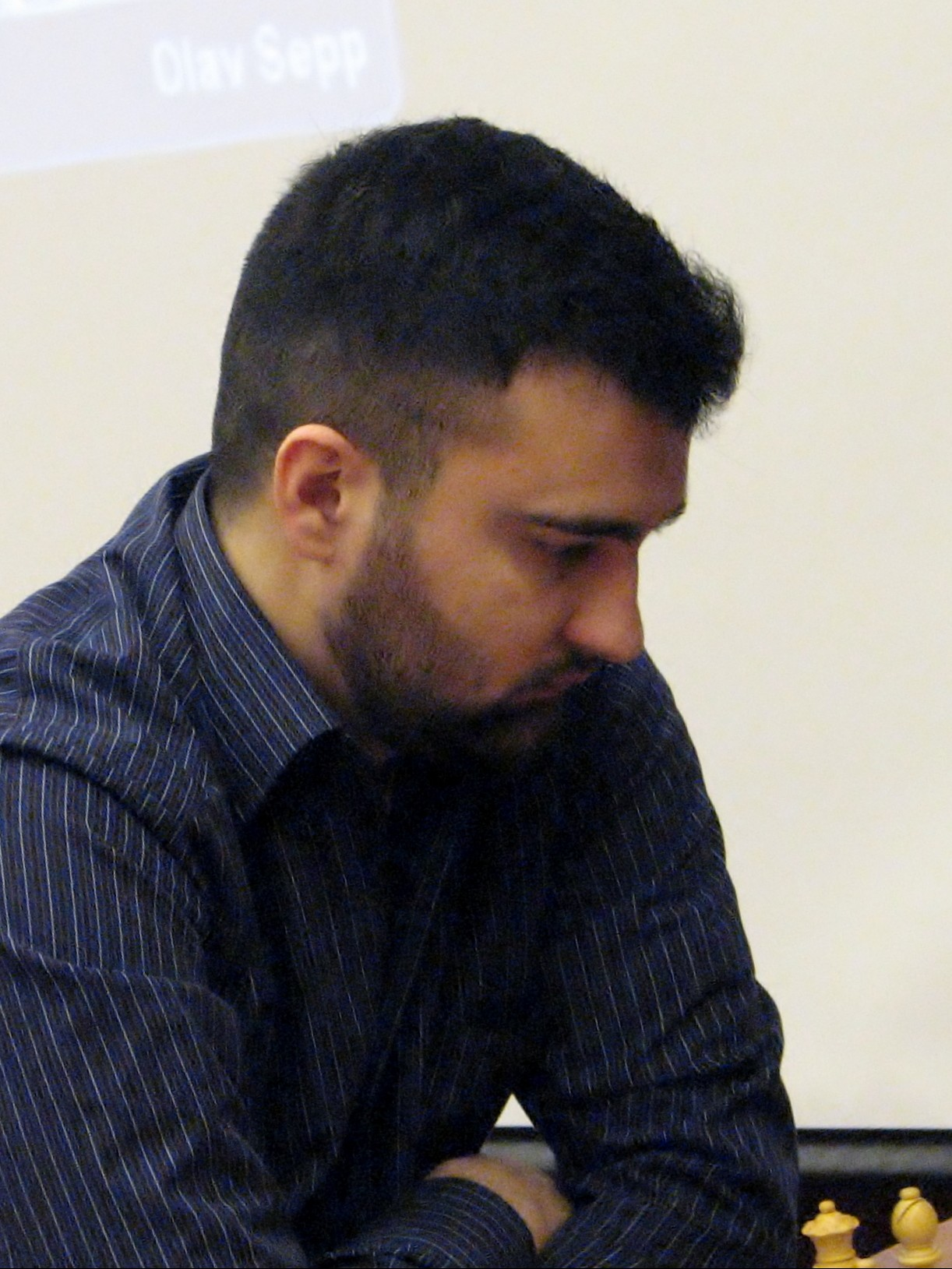
Igor Kovalenko en 2014.

Au 1er août 2015, Kovalenko est le 44e joueur mondial avec un classement Elo de 2 702 qui constitue son record.
En octobre 2015, il est invité à la Coupe du monde d'échecs 2015 à Bakou où il est éliminé au premier tour par le Chinois Wen Yang.
En 2016, Kovalenko remporte la médaille d'argent au championnat d'Europe individuel, ce qui le qualifie pour la Coupe du monde d'échecs 2017 à  Tbilissi où il est éliminé au premier tour par L'Ukrainien Martyn Kravtsiv.
Lors de la Coupe du monde d'échecs 2019 à Khanty-Mansiïsk, il bat Constantin Lupulescu au premier tour avant d'être éliminé par Maxime Vachier-Lagrave au deuxième tour.

## Olympiades
Kovalenko a représenté la Lettonie lors de l'olympiade d'échecs de 2014 (il jouait au deuxième échiquier derrière Alexeï Chirov) et des olympiades de 2016 (au deuxième échiquier) et 2018 (6 points sur 9 marqués au premier échiquier).